# 佐佐木节
佐佐木节（日语：／ Sasaki Misao，1952年12月16日—），日本天体物理学家。

## 生平
1981年获得京都大学博士学位，现任京都大学基础物理学研究所所长。

## 奖项
- 1997年3月- 日本天文学会林忠四郎奖
- 1997年3月- 日本物理学会论文奖
- 2007年11月- 洪堡研究奖
- 2010年12月- 大和阿德里安奖

## 著作
- 『一般相対論』（産業図書　1996年）[3]